# Les Sarcophages du 6e continent
Les Sarcophages du 6e continent est la douzième aventure, en deux tomes, de la série de bande dessinée Blake et Mortimer, scénarisée par Yves Sente et dessinée par André Juillard, d'après les personnages créés par Edgar P. Jacobs. Elle est composée des seizième et dix-septième albums de la série.
L'aventure fait l'objet d'une prépublication en feuilleton dans le quotidien Le Temps à partir du 30 juin 2003, puis est publiée en deux albums aux Éditions Blake et Mortimer, le 15 novembre 2003 pour le premier tome et le 30 octobre 2004 pour le second. L'histoire a été traduite dans une demi-douzaine de langues.
Les deux auteurs décident à leur tour de créer une histoire de science-fiction. De plus, ils explorent pour la première fois la psychologie des personnages en racontant leur jeunesse et leur première rencontre.
En Inde, les jeunes Philip Mortimer et Francis Blake se rencontrent pour la première fois, sans se douter de l'amitié qu'ils vont nouer. Bien des années plus tard, en 1958, l'empereur Açoka est revenu d'entre les morts pour redonner à l'Inde toute sa place face à l'Occident. Avec une arme de son invention et aidé par les Soviétiques, il compte bien saboter l'Exposition universelle de 1958 à Bruxelles. Mais Blake et Mortimer sont sur place et ils n'hésiteront pas à traverser le monde pour l'en empêcher avec l'aide de vieux amis.

## Résumé

### Tome 1:La Menace Universelle
En février 1958, à Simla, des seigneurs indiens sont réunis autour d'Açoka, ancien empereur d'Inde ressuscité, qui leur annonce mettre au point une « arme d'un genre nouveau » qui permettra à l'Inde de prendre sa revanche sur l'Occident. Après son discours, Açoka s'entretient avec le major Varitch de l'Armée rouge qui participe à l'opération, et ils s'accordent pour se venger de Blake et Mortimer.
De nombreuses années auparavant, le jeune Philip Mortimer retourne pour la première fois depuis plusieurs années en Inde pour y retrouver ses parents. À Bombay, il vient en aide à un compatriote, Francis Blake, en proie avec des extrémistes indépendantistes. Sauvés par Gandhi lui-même, les deux jeunes hommes se lient d'amitié le temps de leur voyage en train. Après avoir échappé à un attentat à la bombe grâce au fait d'avoir été assommé à la gare d'Ambala, Philip arrive enfin à Simla où il retrouve ses parents. Le lendemain, il retrouve son ami d'enfance, Sushil, qui se révèle être très froid avec lui. Invité à venir écouter le discours d'Açoka, le jeune écossais tombe sous le charme de la princesse Gita, la fille de l'empereur. Lors de la réception organisée par les Mortimer en l'honneur de leur fils, Açoka apparait soudainement et ordonne aux invités de quitter son pays et à Philip de ne plus s'approcher de sa fille. Archibald Mortimer, déçu de l'attitude de son fils, décide de le renvoyer en Angleterre dès le lendemain. En pleine nuit, Philip se rend à son rendez-vous avec Gita mais, arrivé en retard, il ne la trouve pas. Le lendemain, à la gare de Simla, Açoka vient l'accuser d'être la cause du suicide de sa fille et le maudit.
De retour en février 1958, à Londres, Mortimer, réveillé par un cauchemar, s'apprête à rejoindre l'équipe du pavillon britannique de l'Exposition universelle de 1958 à Bruxelles. Dans le même temps, en Antarctique, le professeur Anartapur supervise le déchargement d'un équipement fragile pour la base indienne de Gondwana. Dans une cavité souterraine secrète, il retrouve Açoka et le major Varitch escortant le colonel Olrik. L'empereur explique à ce dernier qu'il va devoir collaborer à son plan et qu'il y gagnera la possibilité de se venger de Mortimer. À Bruxelles, Mortimer fait visiter à Blake le pavillon britannique où une liaison radio permanente avec la base antarctique Halley est mise en place. Au pavillon français, les deux amis rencontrent le professeur Labrousse qui s'apprête à partir pour la base antarctique française.
Dans la rue, un cycliste transmet à Blake un message, ce qui oblige ce dernier à avouer à son ami le véritable but de sa visite : un complot contre l'Occident fomenté par plusieurs pays pauvres serait lié à un trafic d'uranium à l'Exposition universelle. Le message conseillant de regarder du côté du pavillon congolais, les deux amis décide d'y faire un tour. En Antarctique, Açoka s'apprête à envoyer l'esprit d'Olrik saboter l'Exposition universelle : plongé dans un sarcophage, l'esprit d'Olrik est transmis via une la liaison radio entre le pavillon et la base britannique. Peu après, à Bruxelles, tous les équipements électriques autour de Blake et Mortimer se mettent à clignoter et à s'agiter, entrainant des dégradations dans le pavillon congolais.
Blake et Mortimer font alors la rencontre de leur vieil ami et serviteur Ahmed Nasir, désormais agent des renseignements indiens. Ensemble, ils concluent à la présence d'un espion dans l'équipe du pavillon britannique. Nasir intègre l'équipe pour débusquer le traître, tandis que Blake et Mortimer se rendent aux pavillons soviétiques puis américains, où coup sur coup, les étranges phénomènes se reproduisent jusqu'à l'apparition du visage d'Olrik sur un écran. Les deux amis comprennent que la liaison entre le pavillon et la base britannique est liée aux phénomènes et Nasir leur révèle que Badju Singh, l'assistant de Mortimer, est le traître. Le soir même, les trois amis le filent et découvrent qu'il échange un colis d'uranium avec Bert Van den Brand, le contremaitre du pavillon congolais. Arrêté grâce à l'intervention des Congolais, Van den Brand leur dit que Singh doit se rendre à la base antarctique indienne à bord du cargo Ravi Kuta. Blake, Mortimer et Nasir décident alors de rejoindre le Pr Labrousse en Afrique du Sud pour embarquer discrètement avec lui sur le navire La Madeleine en direction de l'Antarctique.

### Tome 2:Le Duel des Esprits
Blake, Mortimer et Nasir atterrissent au Cap, en Afrique du Sud, où ils ratent de peu le départ du navire La Madeleine. Heureusement, Lord Auchentosham, milliardaire protecteur de la nature, leur propose de rejoindre le bateau grâce à son hydravion. Une fois à bord du navire, les trois amis expliquent la raison de leur présence au Pr Labrousse. Pour pouvoir intercepter le colis d'uranium de Singh, ils font croire au Ravi Kuta que leur navire a été immobilisé par la tempête de la veille et qu'ils ont un blessé grave nécessitant des soins. Ainsi, Nasir monte à bord du cargo indien et sabote ses moteurs, permettant à Blake et Mortimer d'arriver en premier à la base britannique de Halley. Mais un échange radio du capitaine de La Madeleine révèle l'arrivée des deux britanniques à Açoka, et ce dernier ordonne à ses hommes de prendre d'assaut la base de Halley.
Le lendemain, Blake et Mortimer débarquent à la base où ils sont capturés par les Indiens. Blake parvient à s'échapper en traîneau à chien et erre en plein blizzard jusqu'à la base soviétique. Alors que le major Varitch s'apprête à le tuer par pure vengeance, Blake s'enfuit en autoneige et rejoint la base française. Grâce à l'invention du Pr Labrousse permettant de se mouvoir dans la glace, le Subglacior, les Français arrivent à Halley et libèrent leurs collègues britanniques. Tous ensemble, ils partent prendre d'assaut la base indienne. De son côté, Mortimer a été emmené à la base indienne où Açoka lui explique le fonctionnement de son arme et lui annonce qu'il sera le deuxième cobaye après Olrik. Alors que le professeur se prépare à entrer dans le sarcophage, Nasir, jusque-là caché sous les traits de Singh, intervient. Au même moment, le Subglacior émerge dans la base, provoquant une fusillade que remportent les Français et Britanniques. Mais Açoka et Radjak se réfugient dans une cage électromagnétique avec Mortimer et Nasir, alors que les séismes dus à la dorsale centrale indienne se multiplient.
L'alimentation électrique de la base étant assurée par les Soviétiques, Blake rejoint leur base pour tenter de les raisonner. Dans le tunnel qu'il emprunte, il convainc le lieutenant du major Varitch, tué par un effondrement, de couper le courant. À la base indienne, un nouveau séisme plonge Açoka dans une faille et blesse grièvement Radjak. Alors que Labrousse répare le Subglacior endommagé, Radjak explique à Mortimer ce qu'Açoka lui reprochait. En Inde, son amour de la princesse Gita avait rendu jaloux Sushil, son ami d'enfance. La nuit où les deux amants devaient se retrouver, Sushil tenta de tuer la princesse sous l'effet de la colère et fit croire à Açoka que Mortimer était le meurtrier. Mais Radjak finit par avouer la vérité à son maître qui exécuta Sushil. Des paysans retrouvèrent la princesse qui avait survécu et Açoka décida de lui cacher la vérité, lui faisant croire que c'était Mortimer qui avait voulu la tuer. Un jour, Açoka revint seul, changé, d'un voyage avec sa fille. Mortimer comprend alors qu'Açoka est en fait la princesse Gita.
La princesse réapparait et menace de tuer Nasir si les Britanniques ne remettent pas le courant. Une fois son exigence satisfaite, elle envoie l'esprit d'Olrik saboter l'Exposition universelle mais permet à Mortimer d'utiliser le second sarcophage s'il veut l'en empêcher. Mortimer se retrouve sous forme d'ondes électromagnétiques à Bruxelles où il engage le combat avec Olrik. Mais il a un plan : alors que Labrousse distrait Gita à la base, les deux ennemis, qui ont fait une trêve, rejoignent leurs corps. La princesse, furieuse, se lance sur Nasir pour le tuer mais le professeur l'abat de plusieurs balles.
Un nouveau séisme provoque l'effondrement de toute la base. Mortimer, Nasir et Labrousse ont juste le temps de s'enfuir à bord du Subglacior, en abandonnant Olrik. Mais ils se retrouvent éperonnés par une aiguille rocheuse au-dessus d'un amas de lave. Une grosse explosion les projette à l'extérieur où ils s'échouent sur un morceau de banquise. Grâce à l'émetteur en la possession de Mortimer, l'hydravion de Lord Auchentosham parvient à les localiser. Les protagonistes réunis sur La Madeleine débriefent leur aventure. Le 17 avril 1958, Blake, Mortimer et Labrousse sont présents à l'inauguration de l'Exposition universelle par le Roi des Belges, Baudouin. L'album se termine dans l'ancienne base antarctique indienne, où Olrik se réveille dans son sarcophage.

## Lieux et personnages

### Personnages
Les Sarcophages du 6e continent met en scène les trois personnages principaux de la série : les deux héros, le capitaine Francis Blake et le professeur Philip Mortimer, et le principal antagoniste, le colonel Olrik. L'aventure fait également intervenir plusieurs personnages récurrents de la série : Ahmed Nasir, ancien serviteur des deux héros, le major Varitch, officier soviétique, le professeur Labrousse, météorologue français, et le docteur Ramirez, physicien américain. Mrs Benson, la logeuse de Blake et Mortimer, y fait également une brève apparition, ainsi que deux figures historiques réelles : le Mahatma Gandhi et le Roi des Belges, Baudouin.
- Açoka : empereur indien revenu du Royaume des morts
- Radjak : fidèle serviteur d'Açoka
- Ahmed Nasir : agent des renseignements indiens, ancien serviteur et vieil ami de Blake et Mortimer
- Major Varitch : officier soviétique
- Philip Angus Mortimer : étudiant puis physicien
- Miss Sarah Summertown : écrivain
- Francis Percy Blake : étudiant puis chef du MI5
- Mahatma Gandhi
- Lady Eileen-Hunter of Pitlochry : mère de Mortimer
- Major Archibald Mortimer : père de Mortimer
- Sushil : ami d'enfance de Mortimer et disciple d'Açoka
- Princesse Gita : fille de l'empereur Açoka
- Agatha : nièce du colonel Brickskin, cavalière de Philip
- Rajiv et Wadjabel : serviteurs de la famille Mortimer à Simla
- Mrs Benson : logeuse de Blake et Mortimer à Londres
- Professeur Anartapur : scientifique à la base indienne de Gondwana
- Commandant Byrd : commandant de la base britannique de Halley
- Brian : scientifique à la base de Halley
- Colonel Olrik : méchant
- Dr Pierre Claës d'Erckentel : membre du comité d'organisation de l'Exposition universelle
- Béatrice Claës d'Erckentel : épouse de Pierre
- Badju Singh : électronicien, assistant de Mortimer au pavillon britannique
- George Liver : électronicien au pavillon britannique
- Gwineth Jones : sismologue au pavillon britannique
- Baghal : météorologue au pavillon britannique
- Professeur Labrousse : météorologue au pavillon français
- Bert Van den Brand : contremaitre au pavillon congolais
- Boniface Mukeba : directeur de la délégation Watusi au pavillon congolais
- Docteur Ramirez : scientifique au pavillon américain
- Lord Archibald Mac Auchentosham : milliardaire, protecteur de la nature
- Capitaine Costa : pilote de Sir Archibald
- Commandant de La Madeleine
- Capitaine du Ravi Kuta
- Commandant Duchassy : commandant de la base française d'Europôle
- Lieutenant Vaillançon : pilote du Subglacior
- Lieutenant du major Varitch : officier soviétique
- Baudouin : Roi des Belges

### Lieux
L'aventure débute en Inde avant de se dérouler à Bruxelles en Belgique puis en Antarctique. L'histoire passe également rapidement par Londres au Royaume-Uni et Le Cap en Afrique du Sud.
- Inde
  - Simla, ancienne capitale d'été du gouvernement de l'empire des Indes britanniques
  - Bombay (Victoria Station)
  - Ambala
- Londres (Royaume-Uni)
  - Domicile de Blake et Mortimer au 99 bis Park Lane
- Antarctique
  - Base britannique de Halley
  - Base indienne de Gondwana
  - Base soviétique
  - Base française d'Europôle
- Bruxelles (Belgique)
  - Avenue Molière
  - Gare du Midi
  - Exposition universelle de 1958
  - Grand-Place
  - Au Vieux Spijtigen Duivel
- Le Cap (Afrique du Sud)
  - Aéroport international du Cap
  - Port (capitainerie et yacht club)
  - Hôtel « The Alexandra's nest »

Sélection de lieux présents dans l'aventure
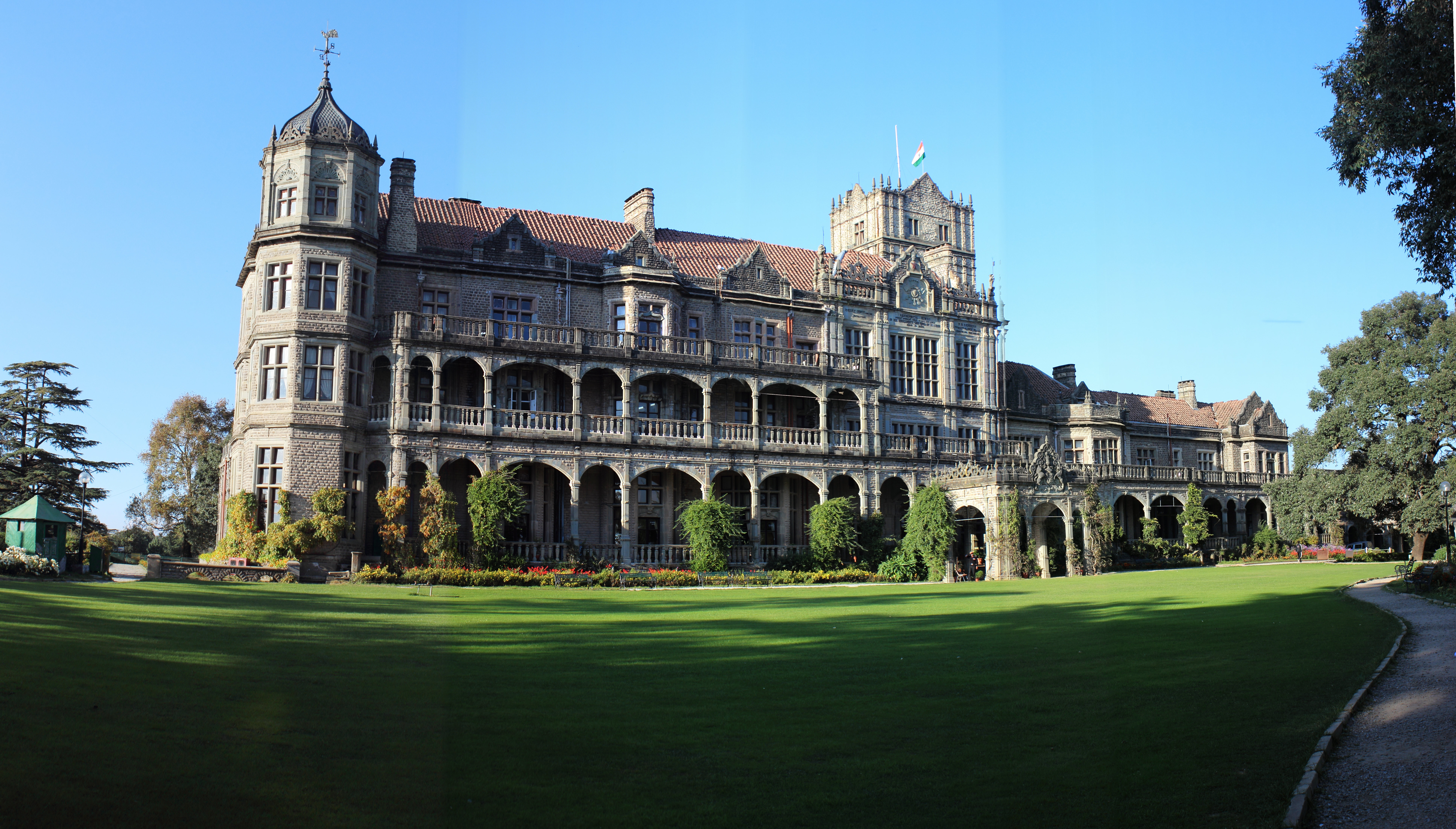
Ancien palais du vice-roi (Indian Institute of Advanced Study).
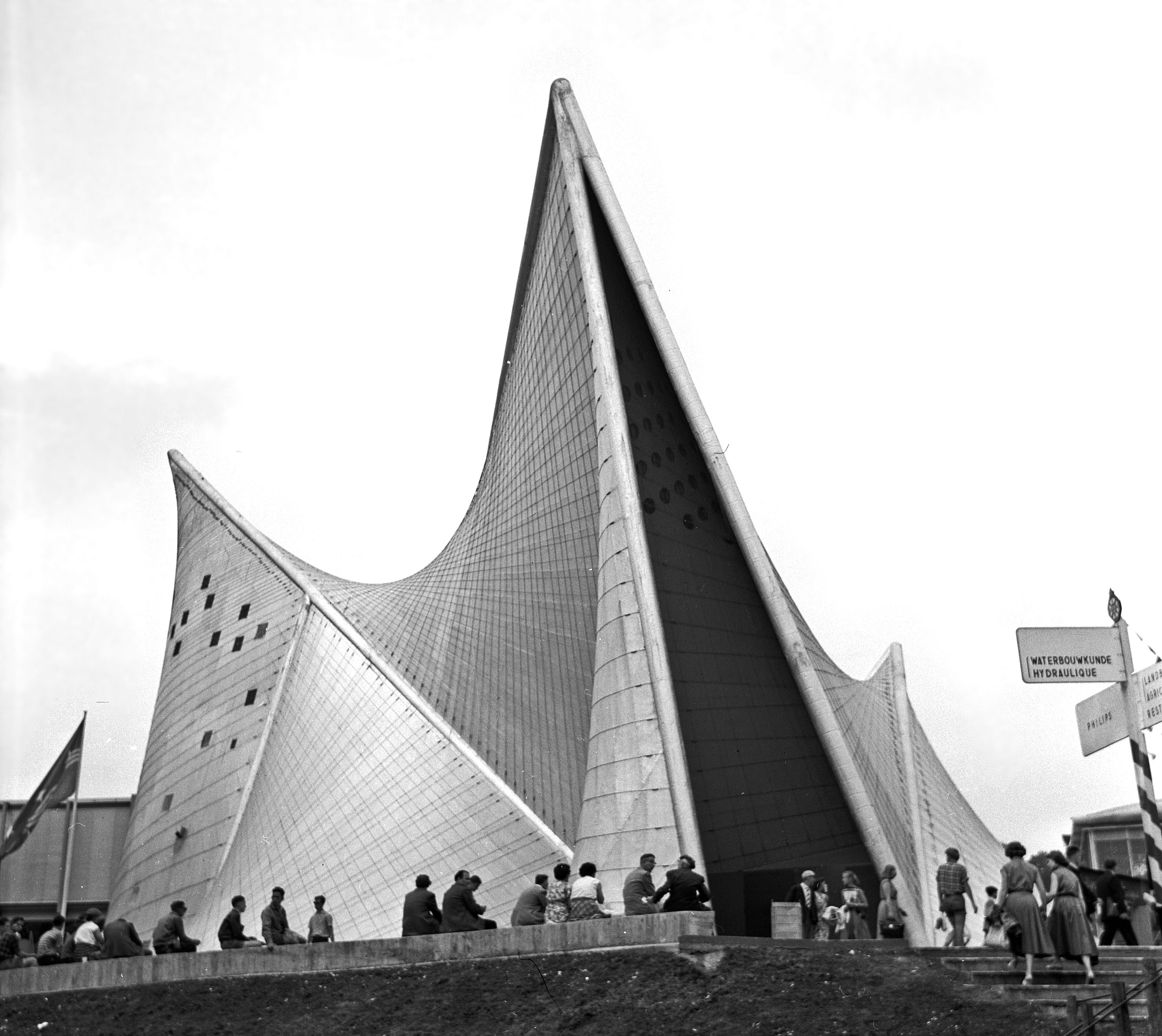
Pavillon Philips de Le Corbusier.
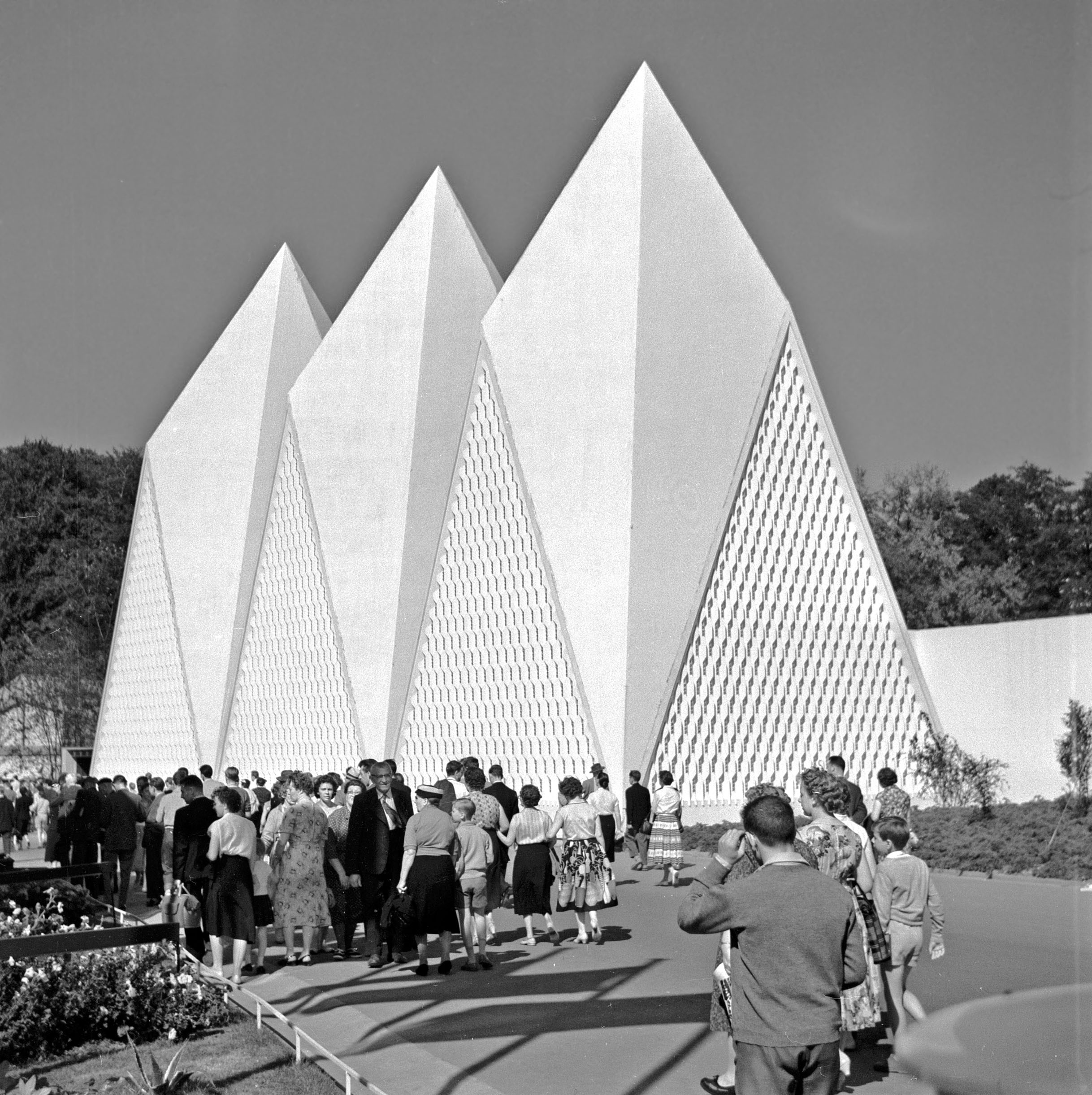
Pavillon britannique.
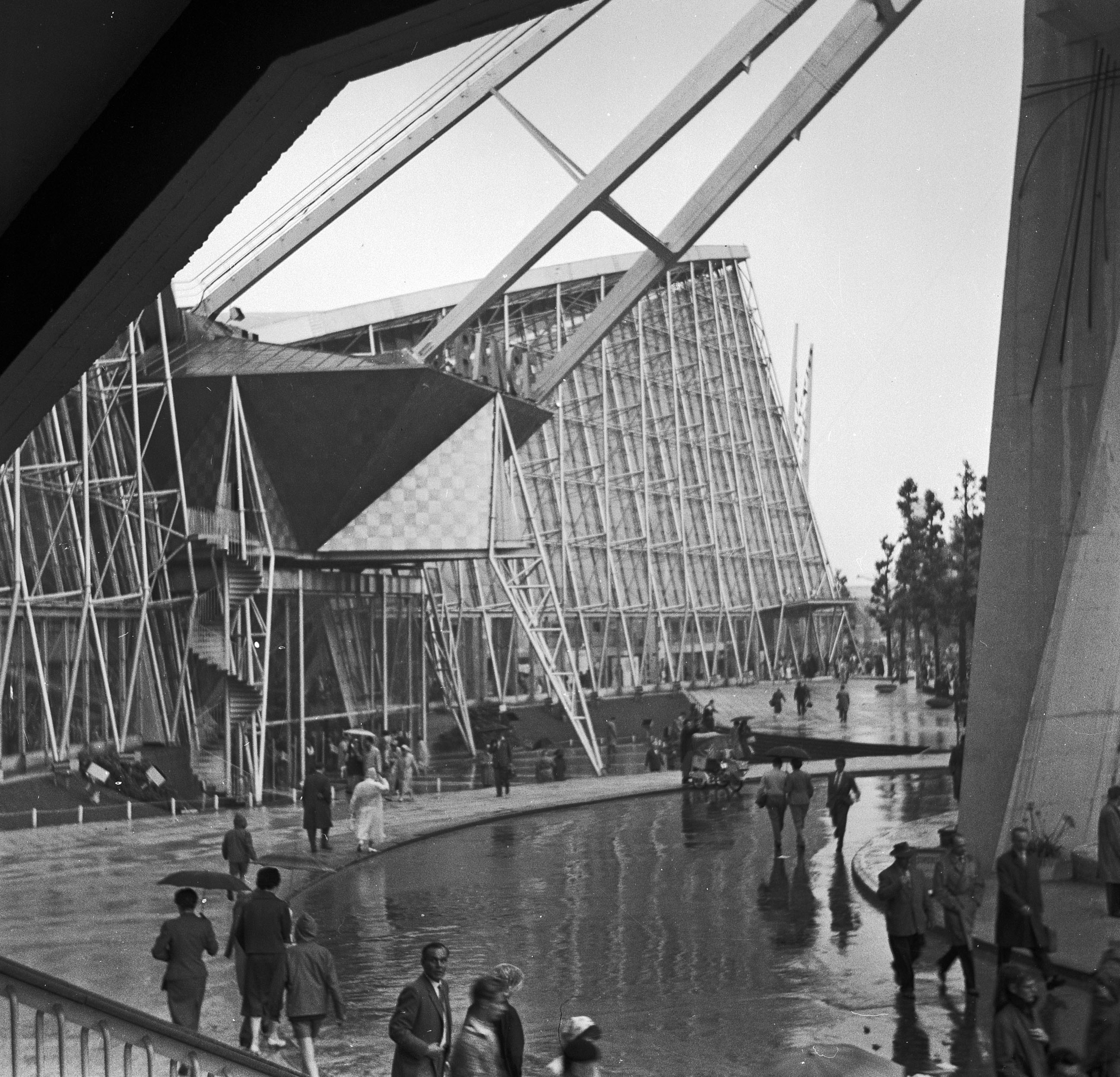
Pavillon français par Guillaume Gillet.
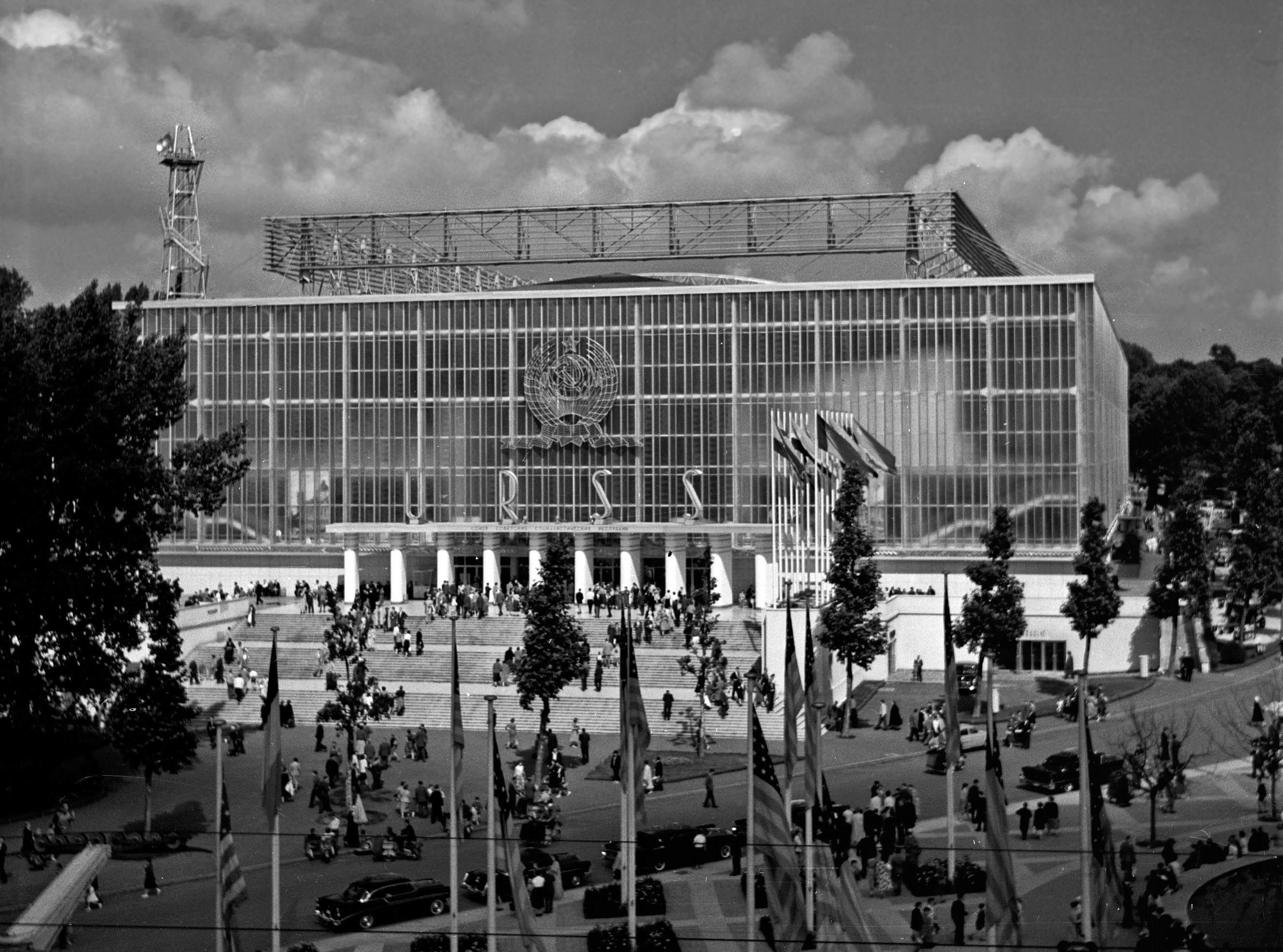
Pavillon soviétique.

## Historique
Après avoir situé La Machination Voronov en 1957, Yves Sente décide de situer sa nouvelle aventure en 1958. En tant que belge, il est alors évident pour lui de parler de l'Exposition universelle de 1958 à Bruxelles. Cela lui permet de créer un huis clos avec toutes les puissances mondiales. Mais le dessinateur André Juillard souhaite explorer la psychologie des personnages, ce qui n'avait jamais vraiment été fait jusque-là. Il conseille à Sente de s'appuyer sur la biographie des personnages écrite par Edgar P. Jacobs dans Un opéra de papier. Sente écrit alors un flash-back sur la première rencontre de Blake et Mortimer. Au vu de la longueur de l'histoire, il devient nécessaire d'en faire un diptyque,,.

## Analyse

### Contexte réaliste
Lors de la séquence en Inde, les auteurs retranscrivent le contexte de décolonisation avec le mouvement pour l'indépendance de l'Inde. Ils font même brièvement apparaitre le Mahatma Gandhi, guide spirituel du pays et figure de la non-violence. Ils font également référence à Ashoka (ou Açoka), troisième empereur indien de la dynastie Maurya au IIIe siècle av. J.-C.
En Belgique, ils situent l'action lors de l'Exposition universelle de 1958 à Bruxelles, toujours dans un contexte de guerre froide, et dessinent les pavillons des différents pays. Ils font apparaitre le roi des Belges, Baudouin, lors de l'inauguration du 17 avril 1958.
Ils situent une partie de l'action en Antarctique où ils présentent des bases antarctiques de différentes nationalités.
En revanche, une erreur scientifique s'est glissée dans l'album. La glaciation de l'Antarctique n'ayant commencé que pendant la transition entre l’Éocène et l'Oligocène, il y a 34 millions d'années, il est impossible qu'un dinosaure disparu il y a 65 millions d'années s'y trouve congelé .

## Publications

### En français
Les Sarcophages du 6e continent est pré-publié dans le quotidien suisse Le Temps à partir du 30 juin 2003.
Le 15 novembre 2003, les Éditions Blake et Mortimer publient la première moitié de l'histoire en album. La seconde partie de l'histoire est publiée le 30 octobre 2004,. En septembre 2004, les mêmes éditions éditent une intégrale en noir et blanc réunissant les deux tomes en un seul album dans un tirage limité à 699 exemplaires.
En mars 2008, les Éditions Blake et Mortimer publient une intégrale réunissant les deux tomes des Sarcophages du 6e continent et Le Sanctuaire du Gondwana en un seul album à l'italienne intitulé Les Sarcophages d'Açoka. Il est accompagné par un cahier numéroté sur l'Exposition universelle de 1958.

### Traductions
L'aventure a été traduite dans plusieurs langues :
- Allemand : Die Sarkophage des 6. Kontinents, publié aux éditions Carlsen Comics[9] ;
- Anglais : The Sarcophagi of the Sixth Continent, publié aux éditions Cinebook[10] ;
- Danois : Sarkofagerne fra det sjette kontinent, publié aux éditions Carlsen Comics[11] ;
- Espagnol : Los Sarcófagos del 6° Continente, publié aux éditions Norma Editorial[12] ;
- Italien : I Sarcofagi del Sesto Continente, publié aux éditions Alessandro Editore[13] ;
- Néerlandais : De sarcofagen van het 6e continent, publié aux éditions Blake et Mortimer[14] ;
- Portugais : Os Sarcófagos do 6.º Continente.

## Accueil et postérité

### Critique
Sur SensCritique, le tome 1 est noté 6,4/10 sur une base de 889 votes et le tome 2 est noté 6,3/10 sur la base de 687 votes d'internautes,. Sur Babelio, ils obtiennent une note moyenne de 3,6/5 basée sur environ 120 notes,.

### Suite
En 2008, Yves Sente et André Juillard sortent Le Sanctuaire du Gondwana, un album qui est une suite des Sarcophages du 6e continent. Ils reprennent l'action trois mois après la fin des deux tomes des Sarcophages du 6e continent. Il est parfois considéré que les trois albums forment un triptyque.